# Commander-in-Chief, Portsmouth
Le Commander-in-Chief, Portsmouth (en français : Commandant en chef, Portsmouth) est un officier supérieur de la Royal Navy britannique. Portsmouth Command est le nom donné aux unités, établissements côtiers et personnels opérant sous ses ordres.

## Histoire
La présence d'un amiral commandant à Portsmouth est attestée à partir de 1697, mais le premier Flag Officer à avoir été nommé responsable de la base de Portsmouth est le contre-amiral John Moore, en 1766. Le commandement s'étendait alors le long de la côte sud de l'Angleterre entre Newhaven dans le Sussex de l'Est et l'île de Portland dans le Dorset. En 1889, le Commander-in-Chief prend le HMS Victory comme navire amiral.
Pendant la Seconde Guerre mondiale, le quartier général du commandement est basé à Fort Southwick. Le poste de Commander-in-Chief, Portsmouth fusionne avec celui de Commander-in-Chief, Plymouth en 1969 au profit du poste de Commander-in-Chief, Naval Home Command (CINCNAVHOME).
Les postes de Second Sea Lord et de Commander-in-Chief Naval Home Command sont réunis en 1994 dans une volonté de rationalisation des Forces armées britanniques à la fin de la guerre froide.

## Commanders-in-Chief
Les Commanders-in-Chief ont été, par ordre chronologique,, :

Commander-in-Chief, Portsmouth
- 1757 - 1766 Francis Holburne
- 1766 - 1769 John Moore
- 1769 - 1771 Francis Geary
- 1771 - 1774 Thomas Pye (en)
- 1774 - 1777 James Douglas
- 1777 - 1783 Thomas Pye
- 1783 - 1786 John Montagu (amiral) (en)
- 1786 - 1789 Samuel Hood
- 1789 - 1792 Robert Roddam (en)
- 1792 - 1793 Samuel Hood
- 1793 - 1799 Peter Parker
- 1799 - 1803 Mark Milbanke (en)
- Mar - Jun 1803 Alan Gardner
- 1803 - 1809 George Montagu (amiral) (en)
- 1809 - 1812 Roger Curtis (en)
- 1812 - 1815 Richard Bickerton (en)
- 1815 - 1818 Edward Thornbrough (en)
- 1818 - 1821 George Campbell
- 1821 - 1824 James Hawkins-Whitshed
- 1824 - 1827 George Martin
- 1827 - 1830 Robert Stopford
- 1830 - 1833 Thomas Foley
- 1833 - 1836 Thomas Williams (amiral) (en)
- 1836 - 1839 Philip Durham
- Apr - Nov 1839 Charles Elphinstone Fleeming (en)
- 1839 - 1842 Edward Codrington
- 1842 - 1845 Charles Rowley
- 1845 - 1848 Charles Ogle (en)
- 1848 - 1851 Thomas Bladen Capel (en)
- 1851 - 1852 Thomas Briggs (en)
- 1852 - 1856 Thomas John Cochrane (en)
- 1856 - 1859 George Seymour
- 1859 - 1660 William Bowles (en)
- 1860 - 1863 Henry William Bruce (en)
- 1863 - 1866 Michael Seymour
- 1866 - 1869 Thomas Sabine Pasley (en)
- 1869 - 1872 James Hope (amiral) (en)
- 1872 - 1875 Rodney Mundy (en)
- 1875 - 1878 George Elliot (amiral) (en)
- 1878 - 1879 Edward Fanshawe
- 1879 - 1882 Alfred Ryder (amiral) (en)
- 1882 - 1886 Geoffrey Hornby (en)
- 1886 - 1888 George Willes (en)
- 1888 - 1891 John Edmund Commerell (en)
- 1891 - 1894 Richard Meade (4e comte de Clanwilliam)
- 1894 - 1897 Nowell Salmon (en)
- 1897 - 1900 Michael Culme-Seymour
- 1900 - 1903 Charles Frederick Hotham (en)
- 1903 - 1904 John Fisher
- 1905 - 1907 Archibald Lucius Douglas
- 1907 - 1908 Day Bosanquet (en)
- 1908 - 1910 Arthur Dalrymple Fanshawe (en)
- 1910 - 1911 Assheton Curzon-Howe
- 1911 - 1912 Arthur Moore (en)
- 1912 - 1916 Hedworth Meux
- 1916 - 1919 Stanley Colville (en)
- 1919 - 1920 Cecil Burney (en)
- 1920 - 1923 Somerset Gough-Calthorpe
- 1923 - 1926 Sydney Fremantle
- 1926 - 1929 Osmond Brock (en)
- 1929 - 1931 Roger Keyes
- 1931 - 1934 Arthur Waistell (en)
- 1934 - 1936 John Kelly (amiral)
- 1936 - 1937 William Fisher
- 1937 - 1939 William Boyle (12e comte de Cork)
- 1939 - 1942 William Milbourne James (en)
- 1942 - 1945 Charles Little (en)
- 1945 - 1947 Geoffrey Layton (en)
- 1947 - 1948 Bruce Fraser
- 1948 - 1950 Algernon Willis (en)
- 1950 - 1952 Arthur Power
- 1952 - 1954 John Edelsten (en)
- 1954 - 1957 George Creasy (en)
- 1957 - 1959 Guy Grantham (en)
- 1959 - 1961 Manley Power
- 1961 - 1963 Alexander Bingley (en)
- 1963 - 1965 Wilfrid Woods (en)
- 1965 - 1966 Varyl Begg
- 1966 - 1967 Frank Hopkins (amiral) (en)
- 1967 - 1969 John Frewen (en)

Commander-in-Chief, Naval Home Command
- 1969 - 1970 John Frewen
- 1970 - 1972 Horace Law
- 1972 - 1974 Andrew Lewis
- 1974 - 1975 Derek Empson
- 1975 - 1976 Terence Lewin
- 1976 - 1979 David Williams
- 1979 - 1981 Richard Clayton
- 1981 - 1983 James Eberle
- 1983 - 1984 Desmond Cassidi
- 1984 - 1987 Peter Stanford
- 1987 - 1989 Sandy Woodward
- 1989 - 1991 Jeremy Black
- 1991 - 1993 John Kerr
- 1993 - 1994 Michael Layard